# 미나미이마조역
미나미이마조역(일본어: 南今庄駅, みなみいまじょうえき)은 일본 후쿠이현 난조군 미나미에치젠정에 있는 해피라인 후쿠이의 철도역이다.
호쿠리쿠 본선 쓰루가역 ~ 이마조역 구간의 신선 건설에 따라 개업했다.

## 역 구조
상대식 2면 2선 구조의 고가역으로, 정류소로 취급되고 있다. 출입구는 하행선 승강장 쪽에 있으며, 반대쪽 승강장과는 건널목으로 이어져 있다.
후쿠이 지역 철도부가 관리하는 무인역으로, 역사는 존재하지 않는다.

### 승강장
| 입구쪽 | ■ 해피라인 후쿠이선 | 후쿠이 · 가나자와 방면 |
| 반대쪽 | ■ 해피라인 후쿠이선 | 쓰루가 · 마이바라 방면 |

## 역사
- 1962년 6월 10일 - 일본국유철도 호쿠리쿠 본선 쓰루가 역 ~ 이마조 역 구간의 신선 개통과 동시에 개업.
- 1987년 4월 1일 - 민영화에 따라 서일본 여객철도의 소속이 되었다.
- 2024년 3월 16일: 호쿠리쿠 신칸센 가나자와역 ~ 쓰루가역 연장 개통에 따라, 해피라인 후쿠이로 이관됨.

## 인접역
| 해피라인 후쿠이 ■ 해피라인 후쿠이선 | 해피라인 후쿠이 ■ 해피라인 후쿠이선 | 해피라인 후쿠이 ■ 해피라인 후쿠이선 |
| ----------------------------------- | ----------------------------------- | ----------------------------------- |
| 쓰루가 방면                         | 보통                                | 이마조 다이쇼지 방면                |